# Архитектонски факултет Универзитета у Београду
Архитектонски факултет Универзитета у Београду је високообразовна установа смештена у Београду и део је Универзитета у Београду.

## Историја
Акт о оснивању тадашње „Инџинирске школе”, који садржи наведени програм и детаље о одвијању наставе потписао је Књаз Србије Александар Карађорђевић. „Ценећи да је Инџинирска школа већ својим називом указивала на јаснију оријентацију ка градитељској струци, те да је програм следио логику по којој се и данас образују архитекти, усвојено је да се дан 19. јуни, односно по новом календару 1. јули, 1846. године сматра традиционалним почетком високошколске наставе архитектуре у Србији. Законом од 24. септембра 1863. године највиша образовна институција постала је Велика школа са правним, филозофским и техничким факултетом”.
Од 1888. до 1889. године Технички факултет се издваја из опште заједнице Велике школе као посебна целина, а 1897. године добија засебан Архитектонски одсек.
Дана 27. фебруара 1905, прерастањем Велике школе у Универзитет у Београду, Технички факултет, са својим архитектонским одсеком, постаје један од пет чланова Универзитета. Технички факултет, укључујући и Архитектонски одсек, 1932. године уселио у нову зграду на месту тадашњег „тркалишта”, тј. хиподрома на данашњем подручју код Вуковог споменика.
Уредбом Владе Народне Републике Србије, 21. јуна 1948, основан је Архитектонски факултет, као један од независних факултета Техничке велике школе, дотадашњег Техничког факултета. Истом уредбом, сви наведени факултети издвојени су из састава Универзитета у Београду. На основу Општег закона о Универзитету, 1954. године, сви факултети Техничке велике школе прикључени су Универзитету у Београду. Декан у периоду 1954—1956. био је Димитрије М. Леко, а током 1998—2000. био је Александар Кековић.

## Образовни профил
На основним студијама на Архитектонском факултету је јединствен. Основне образовно-научне јединице на Факултету су:
- Департман за архитектуру,
- Департман за урбанизам и
- Департман за архитектонске технологије

Поред тога, Архитектонски факултет има и своју библиотеку и пет центара: (1) Архитектонски рачунарски центар; (2) Информационо-документациони центар; (3) Центар за истраживачку делатност; (4) Центар за међународну сарадњу и комуникације и (5) Центар за сарадњу са привредом.

## Особље факултета
Познати професори Архитектонског факултета били су: Никола Добровић, Александар Дероко, Милан Злоковић, Димитрије М. Леко, Станко Клиска, Ђурђе Бошковић, Бранислав Којић, Урош Мартиновић, Петар Анагности, Богдан Богдановић, Бранислав Миленковић, Зоран Петровић, Борко Новаковић, Александар Стјепановић, Димитрије Рајић, Михаило Живадиновић.
На Архитектонском факултету данас ради приближно 150 чланова наставног и научног особља, као и неколико десетина особља у општим службама установе.